# Enniscorthy
Enniscorthy (em irlandês: Inis Córthaidh) é a segunda maior cidade do condado de Wexford, na Irlanda. A cidade está localizada às margens do rio Slaney e nas proximidades das montanhas Blackstairs e da maior praia da Irlanda, Curracloe.
O banco de dados de nomes de lugares da Irlanda não esclarece as origens do nome da cidade. Pode referir-se à "Ilha de Corthaidh" ou à "Ilha das Rochas". A catedral da Diocese Católica Romana de Ferns está localizada na cidade, bem como uma série de outros locais históricos, como o Castelo Enniscorthy e o principal local da batalha da Rebelião de 1798.
No censo de 2022, a população da área urbana de Enniscorthy era de 12.310.

## História

### Castelo de Enniscorthy

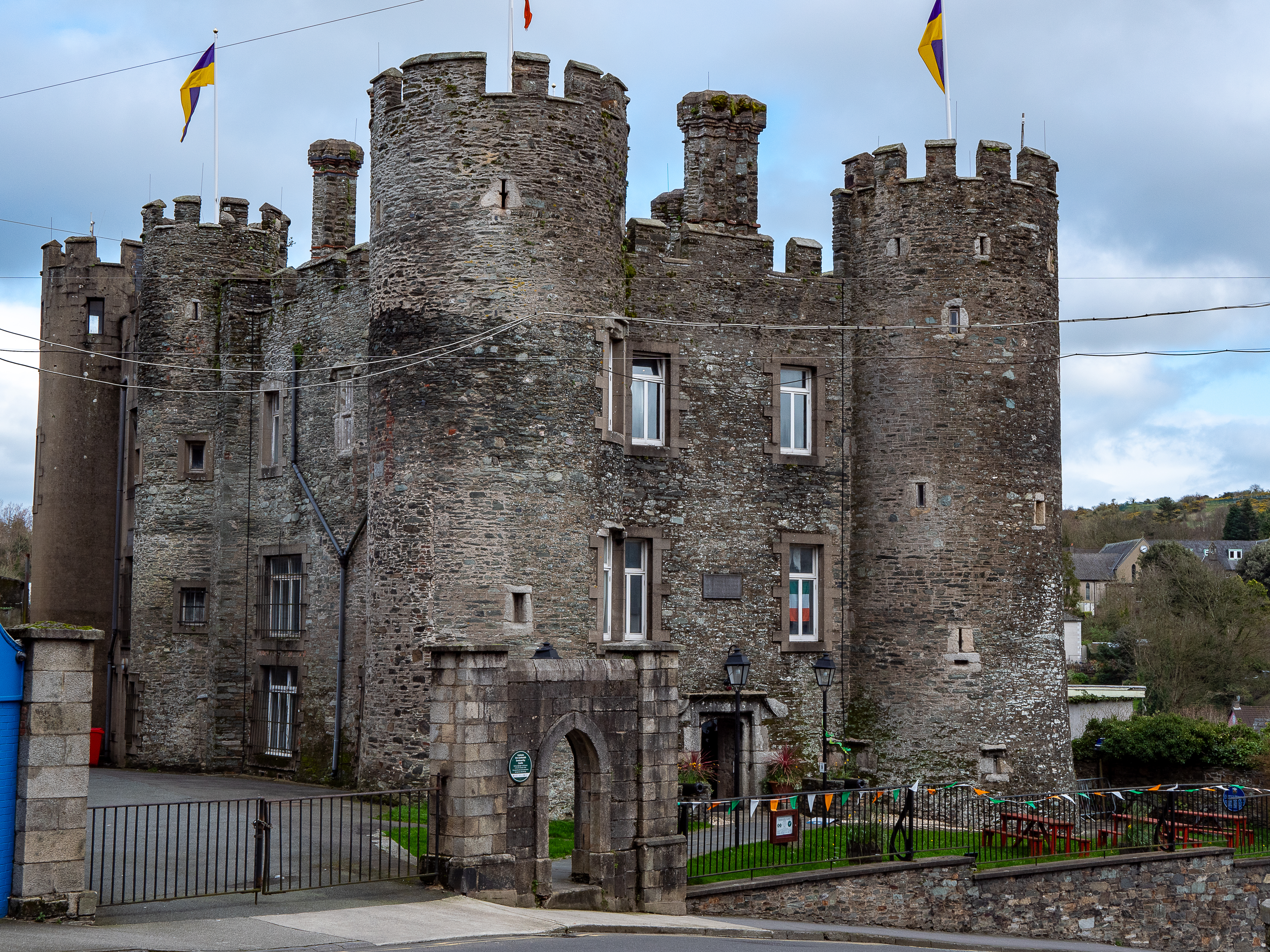
Castelo de Enniscorthy, no condado de Wexford.

O Castelo de Enniscorthy é uma imponente fortaleza normanda, que data de 1205 e foi uma residência privada até 1951. O castelo foi construído pelos DePrendergasts. No início da década de 1580, o poeta Edmund Spenser alugou a propriedade que incluía o castelo.
O castelo foi palco de muitas batalhas durante a era cromwellianos e também durante a Rebelião de 1798. O castelo abriga o Museu do Condado de Wexford, que contém extenso material relacionado à rebelião de 1798, bem como itens de interesse local e agrícola. Foi fechado para grandes reformas de 2007 até maio de 2011.

### Ascensão de 1916
Em 1916, os patriotas de Enniscorthy ocuparam novamente o seu lugar na história, quando James Connolly solicitou que eles apossassem e mantivessem a linha férrea para evitar que reforços chegassem até Dublin. 600 voluntários tomaram a cidade, liderados por Robert Brennan, Seamus Doyle e JR Etchingham, cercaram a delegacia, mas não tentaram tomá-la. O quartel do RIC foi mantido por um inspetor de polícia e cinco policiais, enquanto um sargento do RIC e um policial impediram que os rebeldes assumissem o controle de um banco na cidade. Eles estabeleceram sua sede no Ateneu e mantiveram o controle até que Padraig Pearse pediu rendição.
Os voluntários também estabeleceram uma posição forte em Vinegar Hill, com vista para a cidade. A linha férrea foi cortada e homens despachados para Gorey e Ferns. O governo respondeu enviando uma força de mais de 1.000 homens para retomar Enniscorthy e os rebeldes retiraram-se para as suas posições em Vinegar Hill. Antes que as hostilidades pudessem se desenvolver, chegou a notícia da rendição de Dublin, mas os Voluntários recusaram-se a acreditar. Para evitar derramamento de sangue, o comandante do exército, coronel FA French, ofereceu salvo-conduto aos líderes de Wexford para que pudessem ir a Dublin e ouvir sobre a rendição diretamente de Pearse. Não houve mortes.

### Primeiro vôo da Grã-Bretanha
O primeiro voo bem-sucedido da Grã-Bretanha para a Irlanda foi feito de Goodwick's Harbour Village em 22 de abril de 1912 por Denys Corbett Wilson, pilotando um Bleriot XI. O vôo durou uma hora e 40 minutos, com pouso perto de Enniscorthy. As comemorações do centenário foram realizadas em Fishguard e Goodwick em abril de 2012 e em uma peça especialmente encomendada por Derek Webb, intitulada '100 Minutes', que foi apresentada em Wexford na mesma semana.

## Economia
A economia atual de Enniscorthy é uma mistura de setores que incluem produção de alimentos (como Slaney Foods), engenharia (como Aircon Mech), TIC (como Taoglas), serviços financeiros (como Opus Funds), ciências da vida (como Becton Dickinson), hotelaria (como o Riverside Park Hotel) e construção (incluindo edifícios de alto desempenho através do Centro de Formação NZEB).

### Destilaria Davies
Já em 1824, Francis Davies, um moleiro, administrava um negócio de bebidas espirituosas em seu moinho em Enniscorthy. Davies então contratou John Mullaly como destilador. Mullaly já havia trabalhado como destilador na John McKenzie & Co em Mill Street Belfast. Quando o reformador da temperança Theobald Mathew fez campanha contra o álcool, muitas destilarias na Irlanda fecharam. Após o fechamento da destilaria Davies, Mullaly e sua família se uniram e emigraram para a Austrália no Salsette em 1840.

### Cerâmica
A Carley's Bridge Pottery é uma das olarias mais antigas da Irlanda, tendo feito potes de barro há mais de trezentos anos. Paddy Murphy também era ceramista de Enniscorthy e em 1980 fundou a cerâmica Hill View incorporada à sua casa e próxima a Carley's Bridge Pottery.

### Centro Empresarial
O Enniscorthy Enterprise & Technology Center é o principal centro comercial da cidade que oferece suporte empresarial, treinamento e espaço de incubação para start-ups e pequenas e médias empresas.

## Arte e entretenimento
O principal local de artes visuais e entretenimento da cidade, o Centro de Artes de Apresentação, está situado no local de um antigo convento.
Inaugurado oficialmente em 2012, é um local de artes multiuso totalmente acessível, desenvolvido e promovido pelo Wexford Arts Center e pelo Wexford County Council. O espaço teatral do Presentation Arts Centre mantém a maioria das características da igreja conventual original do século XIX, incluindo vitrais originais, teto de madeira ornamentado, piso em forma de fúrcula original e vários arcos decorativos. O Presentation Arts Center acolhe inúmeras exposições por ano, com particular ênfase no apoio e promoção de artistas emergentes.
Enniscorthy é a casa da Wexford Carol, uma canção de Natal que remonta ao século 16 ou possivelmente muito antes.
Na literatura, Enniscorthy é mencionado no capítulo de Ítaca de Ulisses de James Joyce (p. 812) como uma nota de folha de rosto em um livro pertencente a Leopold Bloom, onde é descrito como "Ennifcorthy, County Wexford, o melhor lugar do mundo".
Enniscorthy também é a casa de Eilis Lacey, personagem central do romance Brooklyn e sua adaptação cinematográfica. A maioria das cenas foram filmadas na cidade, com vários locais sendo creditados.

## Esportes
Os clubes locais da Associação Atlética Gaélica (AAG) incluem os Shamrocks e os Rapparees/Starlights. Esses dois clubes locais competem no hurling e no futebol gaélico. São Patrício Park é o nome do terreno local da AAG.
O Enniscorthy Rugby Club foi fundado em 1912 e compete na All Ireland League (AIL).